# Karthago
Karthago (Карфаген) — венгерская рок-группа.

## История
Группа была образована в 1979 году гитаристом Ференцем Сигети из группы Corvina. Распалась в 1985 году, но в 2004 году объединились снова.
Была одной из самых успешных венгерских рок-групп 1980-х.
Они играли американскую рок-музыку западного побережья. В 1979—1985 годах группа дала 2500 концертов в соседних с Венгрией странах, таких как Австрия, Германия и Советский Союз.

## Участники
- Аттила Гидофальви — клавишные, вокал
- Зольтан «Зеро» Киш — бас, вокал
- Ференц Сигети — лидер группы, гитары, вокал
- Миклош Кочанди — барабаны, вокал
- Тамаш Такач — вокал, гармоника, барабаны

## Дискография
- Apáink útján / A fények, a hangok, az árnyak (Kislemez, MHV Pepita, 1980)
- Karthago I. (1981 / 2004) (LP / ремастер CD с бонусами)
- Requiem / Tagadás (Kislemez, Hungaroton-Start, 1982)
- 1…2…3…Start! — Popmajális (1982) (концерт) (LP B-сторона)
- Ezredforduló (1982) (LP / CD)
- Requiem (1983) (LP)
- Senkiföldjén (1984) (LP / CD)
- Oriental Dream (1985) (LP)
- Aranyalbum (1990) (LP)
- Best of Karthago (1993) (CD)
- Ramix! — Haminyó anyó (1997) (maxi) (CD)
- A Karthago él! (1997 / 2005) (концерт) (2CD / DVD)
- ValóságRock (2004) (CD)
- IdőTörés (2009) (CD)
- 30 éves jubileumi óriáskoncert (2010) (2CD / DVD)